# Leichtathletik-Weltcup 1981
Der 3. Leichtathletik-Weltcup fand vom 4. bis zum 6. September 1981 im Olympiastadion von Rom (Italien) statt. An der Veranstaltung nahmen 351 Athleten aus 50 Nationen teil.
An den drei Tagen kamen 160.000 Zuschauer ins Stadion, die bei den Männern den Erfolg der Mannschaft aus Europa und bei den Frauen die Titelverteidigung der DDR sahen.
Bei den Männern kam das favorisierte US-Team nur auf den dritten Platz. Zum Verhängnis wurden ihm die Nullnummern im Diskuswurf und im 3000-Meter-Hindernislauf sowie der letzte Platz im 100-Meter-Lauf. Bei den Frauen kam nach dem Sturz in der 4-mal-100-Meter-Staffel die Europaauswahl entscheidend gegenüber der DDR ins Hintertreffen.
Im Kugelstoßen kamen Udo Beyer und Ilona Slupianek zu ihren dritten Weltcupsiegen. Der US-Amerikaner Carl Lewis ging gleichzeitig in zwei Disziplinen an den Start. Nach zwei Versuchen im Weitsprung startete er im 100-Meter-Lauf, bei dem er dann den letzten Platz belegte.

## Punktevergabe
| Platz | Punkte |
| ----- | ------ |
| 1     | 9      |
| 2     | 8      |
| 3     | 7      |
| 4     | 6      |
| 5     | 5      |
| 6     | 4      |
| 7     | 3      |
| 8     | 2      |
| 9     | 1      |

## Endstand

### Männer
| Platz | Team                            | Punkte |
| ----- | ------------------------------- | ------ |
| 1     | Europa                          | 147    |
| 2     | Deutsche Demokratische Republik | 130    |
| 3     | USA                             | 127    |
| 4     | UdSSR                           | 118    |
| 5     | Amerika                         | 95     |
| 6     | Italien                         | 93     |
| 7     | Afrika                          | 66     |
| 8     | Ozeanien                        | 61     |
| 9     | Asien                           | 59     |

### Frauen
| Platz | Team     | Punkte |
| ----- | -------- | ------ |
| 1     | DDR      | 120,5  |
| 2     | Europa   | 110    |
| 3     | UdSSR    | 098    |
| 4     | USA      | 089    |
| 5     | Amerika  | 072    |
| 6     | Italien  | 068,5  |
| 7     | Ozeanien | 058    |
| 8     | Asien    | 032    |
| 9     | Afrika   | 026    |

## Ergebnisse Männer

### 100-Meter-Lauf
| Platz | Athlet               | Team | Land | Zeit (s) | Punkte |
| ----- | -------------------- | ---- | ---- | -------- | ------ |
| 1     | Allan Wells          | EUR  | GBR  | 10,20    | 9      |
| 2     | Ernest Obeng         | AFR  | GHA  | 10,21    | 8      |
| 3     | Frank Emmelmann      | GDR  | GDR  | 10,31    | 7      |
| 4     | Nikolai Sidorow      | URS  | URS  | 10,41    | 6      |
| 5     | Colin Bradford       | AME  | JAM  | 10,44    | 5      |
| 6     | Pierfrancesco Pavoni | ITA  | ITA  | 10,51    | 4      |
| 7     | Gerrard Keating      | OCE  | AUS  | 10,70    | 3      |
| 8     | Suchart Jaesuraparp  | ASI  | THA  | 10,73    | 2      |
| 9     | Carl Lewis           | USA  | USA  | 10,96    | 1      |

4. September
Wind: 0,2 m/s

### 200-Meter-Lauf
| Platz | Athlet                | Team | Land | Zeit (s) | Punkte |
| ----- | --------------------- | ---- | ---- | -------- | ------ |
| 1     | Mel Lattany           | USA  | USA  | 20,21    | 9      |
| 2     | Allan Wells           | EUR  | GBR  | 20,53    | 8      |
| 3     | Frank Emmelmann       | GDR  | GDR  | 20,57    | 7      |
| 4     | Donald Quarrie        | AME  | JAM  | 20,66    | 6      |
| 5     | Giovanni Bongiorni    | ITA  | ITA  | 21,11    | 5      |
| 6     | Juri Naumenko         | URS  | URS  | 21,13    | 4      |
| 7     | Georges Kablan Degnan | AFR  | CIV  | 21,20    | 3      |
| 8     | Toshio Toyota         | ASI  | JPN  | 21,39    | 2      |
| 9     | Peter van Miltenburg  | OCE  | AUS  | 21,88    | 1      |

6. September
Wind: 0,1 m/s

### 400-Meter-Lauf
| Platz | Athlet            | Team | Land | Zeit (s) | Punkte |
| ----- | ----------------- | ---- | ---- | -------- | ------ |
| 1     | Cliff Wiley       | USA  | USA  | 44,88    | 9      |
| 2     | Mauro Zuliani     | ITA  | ITA  | 45,26    | 8      |
| 3     | Bert Cameron      | AME  | JAM  | 45,27    | 7      |
| 4     | Hartmut Weber     | EUR  | FRG  | 45,52    | 6      |
| 5     | Wiktor Markin     | URS  | URS  | 45,78    | 5      |
| 6     | Andreas Knebel    | GDR  | GDR  | 45,86    | 4      |
| 7     | Hassan el-Kashief | AFR  | SUD  | 45,96    | 3      |
| 8     | Gary Minihan      | OCE  | AUS  | 46,85    | 2      |
| 9     | Takayuki Isobe    | ASI  | JPN  | 47,71    | 1      |

5. September

### 800-Meter-Lauf
| Platz | Athlet             | Team | Land | Zeit (min) | Punkte |
| ----- | ------------------ | ---- | ---- | ---------- | ------ |
| 1     | Sebastian Coe      | EUR  | GBR  | 1:46,16    | 9      |
| 2     | James Robinson     | USA  | USA  | 1:47,31    | 8      |
| 3     | Detlef Wagenknecht | GDR  | GDR  | 1:47,49    | 7      |
| 4     | Michael Hillardt   | OCE  | AUS  | 1:47,59    | 6      |
| 5     | Omer Khalifa       | AFR  | SUD  | 1:47,63    | 5      |
| 6     | Joaquim Cruz       | AME  | BRA  | 1:47,77    | 4      |
| 7     | Carlo Grippo       | ITA  | ITA  | 1:47,79    | 3      |
| 8     | Nikolai Kirow      | URS  | URS  | 1:48,15    | 2      |
| 9     | Abraham Rajan      | ASI  | IND  | 1:53,21    | 1      |

4. September

### 1500-Meter-Lauf
| Platz | Athlet             | Team | Land | Zeit (min) | Punkte |
| ----- | ------------------ | ---- | ---- | ---------- | ------ |
| 1     | Steve Ovett        | EUR  | GBR  | 3:34,95    | 9      |
| 2     | John Walker        | OCE  | NZL  | 3:35,49    | 8      |
| 3     | Olaf Beyer         | GDR  | GDR  | 3:35,58    | 7      |
| 4     | Mike Boit          | AFR  | KEN  | 3:36,29    | 6      |
| 5     | Sydney Maree       | USA  | USA  | 3:36,56    | 5      |
| 6     | Nikolai Kirow      | URS  | URS  | 3:38,05    | 4      |
| 7     | Claudio Patrignani | ITA  | ITA  | 3:39,41    | 3      |
| 8     | John Craig         | AME  | CAN  | 3:39,86    | 2      |
| 9     | Takashi Ishii      | ASI  | JPN  | 3:40,93    | 1      |

5. September

### 5000-Meter-Lauf
| Platz | Athlet              | Team | Land | Zeit (min) | Punkte |
| ----- | ------------------- | ---- | ---- | ---------- | ------ |
| 1     | Eamonn Coghlan      | EUR  | IRL  | 14:08,39   | 9      |
| 2     | Hansjörg Kunze      | GDR  | GDR  | 14:08,54   | 8      |
| 3     | Vittorio Fontanella | ITA  | ITA  | 14:09,06   | 7      |
| 4     | Waleri Abramow      | URS  | URS  | 14:09,85   | 6      |
| 5     | Tolossa Kotu        | AFR  | ETH  | 14:11,14   | 5      |
| 6     | Matt Centrowitz     | USA  | USA  | 14:11,14   | 4      |
| 7     | Gopal Saini         | ASI  | IND  | 14:14,88   | 3      |
| 8     | Paul Williams       | AME  | CAN  | 14:24,21   | 2      |
| 9     | Peter Renner        | OCE  | NZL  | 14:31,67   | 1      |

6. September

### 10.000-Meter-Lauf
| Platz | Athlet             | Team | Land | Zeit (min) | Punkte |
| ----- | ------------------ | ---- | ---- | ---------- | ------ |
| 1     | Werner Schildhauer | GDR  | GDR  | 27:38,43   | 9      |
| 2     | Mohamed Kedir      | AFR  | ETH  | 27:39,44   | 8      |
| 3     | Alberto Salazar    | USA  | USA  | 27:40,69   | 7      |
| 4     | Venanzio Ortis     | ITA  | ITA  | 27:42,70   | 6      |
| 5     | Martti Vainio      | EUR  | FIN  | 27:48,62   | 5      |
| 6     | Toomas Turb        | URS  | URS  | 27:54,18   | 4      |
| 7     | Kunimitsu Itō      | ASI  | JPN  | 28:35,95   | 3      |
| 8     | Steve Austin       | OCE  | AUS  | 28:51,70   | 2      |
| 9     | Peter Butler       | AME  | CAN  | 29:47,05   | 1      |

4. September

### 110-Meter-Hürdenlauf
| Platz | Athlet             | Team | Land | Zeit (s) | Punkte |
| ----- | ------------------ | ---- | ---- | -------- | ------ |
| 1     | Greg Foster        | USA  | USA  | 13,32    | 9      |
| 2     | Alejandro Casañas  | AME  | CUB  | 13,36    | 8      |
| 3     | Julius Ivan        | EUR  | TCH  | 13,66    | 7      |
| 4     | Andreas Schlißke   | GDR  | GDR  | 13,72    | 6      |
| 5     | Juri Tscherwanjow  | URS  | URS  | 13,76    | 5      |
| 6     | Daniele Fontecchio | ITA  | ITA  | 13,90    | 4      |
| 7     | Tim Soper          | OCE  | NZL  | 14,31    | 3      |
| 8     | Yoshifumi Fujimori | ASI  | JPN  | 14,31    | 2      |
| 9     | Charles Kokoyo     | AFR  | KEN  | 14,63    | 1      |

6. September
Wind: -0,2 m/s

### 400-Meter-Hürdenlauf
| Platz | Athlet                | Team | Land | Zeit (s) | Punkte |
| ----- | --------------------- | ---- | ---- | -------- | ------ |
| 1     | Edwin Moses           | USA  | USA  | 47,37    | 9      |
| 2     | Volker Beck           | GDR  | GDR  | 49,16    | 8      |
| 3     | Harry Schulting       | EUR  | NED  | 49,69    | 7      |
| 4     | Wassyl Archypenko     | URS  | URS  | 49,85    | 6      |
| 5     | Antônio Dias Ferreira | AME  | BRA  | 50,45    | 5      |
| 6     | Garry Brown           | OCE  | AUS  | 50,59    | 4      |
| 7     | Saverio Gellini       | ITA  | ITA  | 50,69    | 3      |
| 8     | Takashi Nagao         | ASI  | JPN  | 51,95    | 2      |
| 9     | Jackson Melly         | AFR  | KEN  | 52,90    | 1      |

4. September

### 3000-Meter-Hindernislauf
| Platz | Athlet              | Team | Land | Zeit (min) | Punkte |
| ----- | ------------------- | ---- | ---- | ---------- | ------ |
| 1     | Bogusław Mamiński   | EUR  | POL  | 8:19,89    | 9      |
| 2     | Mariano Scartezzini | ITA  | ITA  | 8:19,93    | 8      |
| 3     | Masanari Shintaku   | ASI  | JPN  | 8:23,64    | 7      |
| 4     | Ralf Pönitzsch      | GDR  | GDR  | 8:24,13    | 6      |
| 5     | Greg Duhaime        | AME  | CAN  | 8:25,12    | 5      |
| 6     | Sergei Jepischin    | URS  | URS  | 8:28,78    | 4      |
| 7     | Eshetu Tura         | AFR  | ETH  | 8:35,23    | 3      |
| 8     | Peter Larkins       | OCE  | AUS  | 8:39,63    | 2      |
|       | Henry Marsh         | USA  | USA  | DQ         |        |

5. September
Henry Marsh kam in 8:19,63 min als Erster ins Ziel, wurde aber disqualifiziert, weil er in der vorletzten Runde den Wassergraben umlaufen hatte.

### 4-mal-100-Meter-Staffel
| Platz | Team         | Athleten                                                                                   | Zeit (s) | Punkte |
| ----- | ------------ | ------------------------------------------------------------------------------------------ | -------- | ------ |
| 1     | Europa (POL) | Krzysztof Zwoliński Zenon Licznerski Leszek Dunecki Marian Woronin                         | 38,73    | 9      |
| 2     | DDR          | Frank Hollender Detlef Kübeck Bernhard Hoff Frank Emmelmann                                | 38,79    | 8      |
| 3     | USA          | Mel Lattany Anthony Ketchum Stanley Floyd Steve Williams                                   | 38,85    | 7      |
| 4     | UdSSR        | Juri Naumenko Nikolai Sidorow Alexandr Aksinin Wladimir Murawjow                           | 39,04    | 6      |
| 5     | Amerika      | Desai Williams (CAN) Colin Bradford (JAM) Donald Quarrie (JAM) Ben Johnson (CAN)           | 39,13    | 5      |
| 6     | Italien      | Pierfrancesco Pavoni Giovanni Bongiorni Diego Nodari Carlo Simionato                       | 39,67    | 4      |
| 7     | Asien (JPN)  | Toshio Toyota Hideyuki Arikawa Hideki Ikeda Hirohito Yamazaki                              | 40,07    | 3      |
| 8     | Ozeanien     | Gerrard Keating (AUS) Shane Downey (NZL) Jamie Kelly (AUS) Peter van Miltenburg (AUS)      | 40,85    | 2      |
|       | Afrika       | Amadou Meïté (CIV) Théophile Nkounkou (CGO) Georges Kablan Degnan (CIV) Ernest Obeng (GHA) | DQ       |        |

5. September

### 4-mal-400-Meter-Staffel
| Platz | Team           | Athleten                                                                            | Zeit (min) | Punkte |
| ----- | -------------- | ----------------------------------------------------------------------------------- | ---------- | ------ |
| 1     | USA            | Walter McCoy Cliff Wiley Willie Smith Tony Darden                                   | 2:59,12    | 9      |
| 2     | Europa         | Eric Josjö (SWE) Alfons Brijdenbach (BEL) Koen Gijsbers (NED) Hartmut Weber (FRG)   | 3:01,47    | 8      |
| 3     | Amerika        | Héctor Daley (PAN) Colin Bradford (JAM) Michael Paul (TTO) Bert Cameron (JAM)       | 3:02,01    | 7      |
| 4     | UdSSR          | Paul Roschtschin Wiktor Burakow Witali Fedotow Wiktor Markin                        | 3:02,93    | 6      |
| 5     | Italien        | Stefano Malinverni Roberto Tozzi Alfonso Di Guida Mauro Zuliani                     | 3:03,23    | 5      |
| 6     | DDR            | Frank Schaffer Carsten Petters Volker Beck Andreas Knebel                           | 3:03,63    | 4      |
| 7     | Afrika         | Brahim Amour (ALG) Georges Kablan Degnan (CIV) Sammy Koskei (KEN) James Atuti (KEN) | 3:05,55    | 3      |
| 8     | Ozeanien (AUS) | Gary Minihan John Fleming Peter van Miltenburg Mike Willis                          | 3:07,11    | 2      |
| 9     | Asien (JPN)    | Eiji Natori Takayuki Isobe Shigenobu Omori Takashi Nagao                            | 3:09,93    | 1      |

6. September

### Hochsprung
| Platz | Athlet             | Team | Land | Höhe (m) | Punkte |
| ----- | ------------------ | ---- | ---- | -------- | ------ |
| 1     | Tyke Peacock       | USA  | USA  | 2,28     | 9      |
| 2     | Gerd Nagel         | EUR  | FRG  | 2,26     | 8      |
| 3     | Jörg Freimuth      | GDR  | GDR  | 2,24     | 7      |
| 4     | Waleri Sereda      | URS  | URS  | 2,18     | 6      |
| 5     | Milton Ottey       | AME  | CAN  | 2,15     | 5      |
| 6     | Massimo Di Giorgio | ITA  | ITA  | 2,15     | 4      |
| 7     | Amadou Dia Ba      | AFR  | SEN  | 2,15     | 3      |
| 8     | David Hoyle        | OCE  | AUS  | 2,10     | 2      |
| 9     | Zhu Jianhua        | ASI  | CHN  | 2,05     | 1      |

6. September

### Stabhochsprung
| Platz | Athlet             | Team | Land | Höhe (m) | Punkte |
| ----- | ------------------ | ---- | ---- | -------- | ------ |
| 1     | Konstantin Wolkow  | URS  | URS  | 5,70     | 9      |
| 2     | Jean-Michel Bellot | EUR  | FRA  | 5,55     | 8      |
| 3     | Billy Olson        | USA  | USA  | 5,50     | 7      |
| 4     | Tomomi Takahashi   | ASI  | JPN  | 5,40     | 6      |
| 5     | Axel Weber         | GDR  | GDR  | 5,30     | 5      |
| 6     | Mauro Barella      | ITA  | ITA  | 5,20     | 4      |
| 7     | Rubén Camino       | AME  | CUB  | 5,20     | 3      |
| 8     | Kieran McKee       | OCE  | NZL  | 4,70     | 2      |
| 9     | Mohamed Bensaad    | AFR  | ALG  | 4,50     | 1      |

5. September

### Weitsprung
| Platz | Athlet               | Team | Land | Weite (m) | Punkte |
| ----- | -------------------- | ---- | ---- | --------- | ------ |
| 1     | Carl Lewis           | USA  | USA  | 8,15      | 9      |
| 2     | Gary Honey           | OCE  | AUS  | 8,11      | 8      |
| 3     | Schamil Abbjassow    | URS  | URS  | 7,95      | 7      |
| 4     | Liu Yuhuang          | ASI  | CHN  | 7,89      | 6      |
| 5     | Uwe Lange            | GDR  | GDR  | 7,71      | 5      |
| 6     | Giovanni Evangelisti | ITA  | ITA  | 7,67      | 4      |
| 7     | László Szalma        | EUR  | HUN  | 7,65      | 3      |
| 8     | Charlton Ehizuelen   | AFR  | NGR  | 7,47      | 2      |
| 9     | Ubaldo Duany         | AME  | CUB  | 5,37      | 1      |

4. September

### Dreisprung
| Platz | Athlet                  | Team | Land | Weite (m) | Punkte |
| ----- | ----------------------- | ---- | ---- | --------- | ------ |
| 1     | João Carlos de Oliveira | AME  | BRA  | 17,37     | 9      |
| 2     | Zou Zhenxian            | ASI  | CHN  | 17,34     | 8      |
| 3     | Willie Banks            | USA  | USA  | 17,04     | 7      |
| 4     | Jaak Uudmäe             | URS  | URS  | 16,83     | 6      |
| 5     | Béla Bakosi             | EUR  | HUN  | 16,70     | 5      |
| 6     | Ken Lorraway            | OCE  | AUS  | 16,70     | 4      |
| 7     | Lutz Dombrowski         | GDR  | GDR  | 16,33     | 3      |
| 8     | Ajayi Agbebaku          | AFR  | NGR  | 16,14     | 2      |
| 9     | Paolo Piapan            | ITA  | ITA  | 15,38     | 1      |

5. September

### Kugelstoßen
| Platz | Athlet             | Team | Land | Weite (m) | Punkte |
| ----- | ------------------ | ---- | ---- | --------- | ------ |
| 1     | Udo Beyer          | GDR  | GDR  | 21,40     | 9      |
| 2     | Jewgeni Mironow    | URS  | URS  | 20,34     | 8      |
| 3     | Dave Laut          | USA  | USA  | 19,90     | 7      |
| 4     | Ralf Reichenbach   | EUR  | FRG  | 19,18     | 6      |
| 5     | Bishop Dolegiewicz | AME  | CAN  | 18,88     | 5      |
| 6     | Nagui Assad        | AFR  | EGY  | 18,76     | 4      |
| 7     | Alessandro Andrei  | ITA  | ITA  | 18,37     | 3      |
| 8     | Philip Nettle      | OCE  | AUS  | 17,20     | 2      |
|       | Mohamed al-Zinkawi | ASI  | KUW  | NM        |        |

4. September

### Diskuswurf
| Platz | Athlet                | Team | Land | Weite (m) | Punkte |
| ----- | --------------------- | ---- | ---- | --------- | ------ |
| 1     | Armin Lemme           | GDR  | GDR  | 66,38     | 9      |
| 2     | Luis Delís            | AME  | CUB  | 66,26     | 8      |
| 3     | Imrich Bugár          | EUR  | TCH  | 64,38     | 7      |
| 4     | Dmytro Kowzun         | URS  | URS  | 62,82     | 6      |
| 5     | Armando de Vincentiis | ITA  | ITA  | 58,14     | 5      |
| 6     | Mohamed Naguib Hamed  | AFR  | EGY  | 57,94     | 4      |
| 7     | Li Weinan             | ASI  | CHN  | 54,52     | 3      |
| 8     | Robin Tait            | OCE  | NZL  | 53,24     | 2      |

5. September
Die USA hatten John Powell nominiert, der jedoch nicht angereist war. Als sein Fehlen bemerkt wurde, war es zu spät für das US-Team, einen Ersatzmann zu benennen.

### Hammerwurf
| Platz | Athlet              | Team | Land | Weite (m) | Punkte |
| ----- | ------------------- | ---- | ---- | --------- | ------ |
| 1     | Jurij Sedych        | URS  | URS  | 77,42     | 9      |
| 2     | Karl-Hans Riehm     | EUR  | FRG  | 75,60     | 8      |
| 3     | Giampaolo Urlando   | ITA  | ITA  | 71,92     | 7      |
| 4     | Scott Neilson       | AME  | CAN  | 67,56     | 6      |
| 5     | Dave McKenzie       | USA  | USA  | 66,72     | 5      |
| 6     | Shigenobu Murofushi | ASI  | JPN  | 66,64     | 4      |
| 7     | Roland Steuk        | GDR  | GDR  | 65,74     | 3      |
| 8     | Hakim Toumi         | AFR  | ALG  | 59,80     | 2      |
| 9     | Gus Puopolo         | OCE  | AUS  | 56,18     | 1      |

5. September

### Speerwurf
| Platz | Athlet            | Team | Land | Weite (m) | Punkte |
| ----- | ----------------- | ---- | ---- | --------- | ------ |
| 1     | Dainis Kūla       | URS  | URS  | 89,74     | 9      |
| 2     | Detlef Michel     | GDR  | GDR  | 89,38     | 8      |
| 3     | Pentti Sinersaari | EUR  | FIN  | 83,26     | 7      |
| 4     | Rod Ewaliko       | USA  | USA  | 82,24     | 6      |
| 5     | Agostino Ghesini  | ITA  | ITA  | 80,96     | 5      |
| 6     | Mike O’Rourke     | OCE  | NZL  | 79,78     | 4      |
| 7     | Shen Maomao       | ASI  | CHN  | 79,08     | 3      |
| 8     | Justin Arop       | AFR  | UGA  | 77,76     | 2      |
| 9     | Dionisio Quintana | AME  | CUB  | 77,28     | 1      |

4. September

## Frauen

### 100-Meter-Lauf
| Platz | Athletin            | Team | Land | Zeit (s) | Punkte |
| ----- | ------------------- | ---- | ---- | -------- | ------ |
| 1     | Evelyn Ashford      | USA  | USA  | 11,02    | 9      |
| 2     | Kathy Smallwood     | EUR  | GBR  | 11,10    | 8      |
| 3     | Marlies Göhr        | GDR  | GDR  | 11,13    | 7      |
| 4     | Angella Taylor      | AME  | CAN  | 11,18    | 6      |
| 5     | Natalja Botschina   | URS  | URS  | 11,38    | 5      |
| 6     | Marisa Masullo      | ITA  | ITA  | 11,53    | 4      |
| 7     | Helen Edwards       | OCE  | AUS  | 11,58    | 3      |
| 8     | Nawal El Moutawakel | AFR  | MAR  | 11,92    | 2      |
| 9     | Yukiko Osako        | ASI  | JPN  | 12,14    | 1      |

5. September
Wind: 0,1 m/s

### 200-Meter-Lauf
| Platz | Athletin              | Team | Land | Zeit (s) | Punkte |
| ----- | --------------------- | ---- | ---- | -------- | ------ |
| 1     | Evelyn Ashford        | USA  | USA  | 22,18    | 9      |
| 2     | Jarmila Kratochvílová | EUR  | TCH  | 22,31    | 8      |
| 3     | Bärbel Wöckel         | GDR  | GDR  | 22,41    | 7      |
| 4     | Angella Taylor        | AME  | CAN  | 22,67    | 6      |
| 5     | Natalja Botschina     | URS  | URS  | 23,05    | 5      |
| 6     | Marisa Masullo        | ITA  | ITA  | 23,22    | 4      |
| 7     | Helen Edwards         | OCE  | AUS  | 23,68    | 3      |
| 8     | Hannah Afriyie        | AFR  | GHA  | 24,63    | 2      |
| 9     | Emiko Konishi         | ASI  | JPN  | 24,82    | 1      |

4. September
Wind: 0,7 m/s

### 400-Meter-Lauf
| Platz | Athletin              | Team | Land | Zeit (s) | Punkte |
| ----- | --------------------- | ---- | ---- | -------- | ------ |
| 1     | Jarmila Kratochvílová | EUR  | TCH  | 48,61    | 9      |
| 2     | Marita Koch           | GDR  | GDR  | 49,27    | 8      |
| 3     | Jacqueline Pusey      | AME  | JAM  | 51,48    | 7      |
| 4     | Denean Howard         | USA  | USA  | 51,76    | 6      |
| 5     | Erica Rossi           | ITA  | ITA  | 52,50    | 5      |
| 6     | Irina Nasarowa        | URS  | URS  | 53,21    | 4      |
| 7     | Leanne Evans          | OCE  | AUS  | 53,44    | 3      |
| 8     | Ruth Atuti            | AFR  | KEN  | 55,58    | 2      |
| 9     | Junko Yoshida         | ASI  | JPN  | 56,00    | 1      |

6. September

### 800-Meter-Lauf
| Platz | Athletin            | Team | Land | Zeit (min) | Punkte |
| ----- | ------------------- | ---- | ---- | ---------- | ------ |
| 1     | Ljudmila Wesselkowa | URS  | URS  | 1:57,48    | 9      |
| 2     | Martina Steuk       | GDR  | GDR  | 1:58,31    | 8      |
| 3     | Jolanta Januchta    | EUR  | POL  | 1:58,32    | 7      |
| 4     | Gabriella Dorio     | ITA  | ITA  | 1:59,43    | 6      |
| 5     | Terri-Ann Cater     | OCE  | AUS  | 2:00,56    | 5      |
| 6     | Madeline Manning    | USA  | USA  | 2:01,79    | 4      |
| 7     | Brit McRoberts      | AME  | CAN  | 2:02,19    | 3      |
| 8     | Mary Chemweno       | AFR  | KEN  | 2:05,73    | 2      |
| 9     | Geeta Zutshi        | ASI  | IND  | 2:09,56    | 1      |

5. September

### 1500-Meter-Lauf
| Platz | Athletin        | Team | Land | Zeit (min) | Punkte |
| ----- | --------------- | ---- | ---- | ---------- | ------ |
| 1     | Tamara Sorokina | URS  | URS  | 4:03,33    | 9      |
| 2     | Gabriella Dorio | ITA  | ITA  | 4:03,75    | 8      |
| 3     | Ulrike Bruns    | GDR  | GDR  | 4:04,67    | 7      |
| 4     | Anna Bukis      | EUR  | POL  | 4:06,72    | 6      |
| 5     | Jan Merrill     | USA  | USA  | 4:08,98    | 5      |
| 6     | Brit McRoberts  | AME  | CAN  | 4:09,66    | 4      |
| 7     | Mary Chemweno   | AFR  | KEN  | 4:10,49    | 3      |
| 8     | Dianne Rodger   | OCE  | NZL  | 4:19,98    | 2      |
| 9     | Zhang Xiuyun    | ASI  | CHN  | 4:26,97    | 1      |

4. September

### 3000-Meter-Lauf
| Platz | Athletin             | Team | Land | Zeit (min) | Punkte |
| ----- | -------------------- | ---- | ---- | ---------- | ------ |
| 1     | Angelika Zauber      | GDR  | GDR  | 08:54,89   | 9      |
| 2     | Maricica Puică       | EUR  | ROU  | 08:55,80   | 8      |
| 3     | Silvana Cruciata     | ITA  | ITA  | 08:57,10   | 7      |
| 4     | Tetjana Posdnjakowa  | URS  | URS  | 09:02,95   | 6      |
| 5     | Brenda Webb          | USA  | USA  | 09:13,10   | 5      |
| 6     | Justina Chepchirchir | AFR  | KEN  | 09:18,80   | 4      |
| 7     | Barbara Moore        | OCE  | NZL  | 09:18,83   | 3      |
| 8     | Akemi Masuda         | ASI  | JPN  | 09:58,07   | 2      |
| 9     | Angelita Lind        | AME  | PUR  | 10:20,92   | 1      |

6. September

### 100-Meter-Hürdenlauf
| Platz | Athletin            | Team | Land | Zeit (s) | Punkte |
| ----- | ------------------- | ---- | ---- | -------- | ------ |
| 1     | Tatjana Anissimowa  | URS  | URS  | 12,85    | 9      |
| 2     | Kerstin Knabe       | GDR  | GDR  | 12,91    | 8      |
| 3     | Lucyna Langer       | EUR  | POL  | 12,97    | 7      |
| 4     | Stephanie Hightower | USA  | USA  | 13,09    | 6      |
| 5     | Penny Gillies       | OCE  | AUS  | 13,59    | 5      |
| 6     | Patrizia Lombardo   | ITA  | ITA  | 13,68    | 4      |
| 7     | Grisel Machado      | AME  | CUB  | 13,76    | 3      |
| 8     | Emi Akimoto         | ASI  | JPN  | 13,97    | 2      |
| 9     | Cécile Ngambi       | AFR  | CMR  | 14,16    | 1      |

5. September
Wind: 0,1 m/s

### 400-Meter-Hürdenlauf
| Platz | Athletin           | Team | Land | Zeit (s) | Punkte |
| ----- | ------------------ | ---- | ---- | -------- | ------ |
| 1     | Ellen Neumann      | GDR  | GDR  | 54,82    | 9      |
| 2     | Genowefa Błaszak   | EUR  | POL  | 56,20    | 8      |
| 3     | Anna Kastezkaja    | URS  | URS  | 56,37    | 7      |
| 4     | Lynette Foreman    | OCE  | AUS  | 57,51    | 6      |
| 5     | Giuseppina Cirulli | ITA  | ITA  | 58,11    | 5      |
| 6     | Mercedes Mesa      | AME  | CUB  | 59,53    | 4      |
| 7     | Sandy Myers        | USA  | USA  | 59,95    | 3      |
| 8     | Yumiko Aoi         | ASI  | JPN  | 61,72    | 2      |
| 9     | Céléstine NʼDrin   | AFR  | CIV  | 64,68    | 1      |

4. September

### 4-mal-100-Meter-Staffel
| Platz | Team         | Athletinnen                                                                          | Zeit (s) | Punkte |
| ----- | ------------ | ------------------------------------------------------------------------------------ | -------- | ------ |
| 1     | DDR          | Kirsten Siemon Bärbel Wöckel Gesine Walther Marlies Göhr                             | 42,22    | 9      |
| 2     | USA          | Alice Brown Jeanette Bolden Florence Griffith Evelyn Ashford                         | 42,82    | 8      |
| 3     | UdSSR        | Olga Solotarjowa Olga Nassonowa Ljudmila Kondratjewa Natalja Botschina               | 43,01    | 7      |
| 4     | Amerika      | Leleith Hodges (JAM) Jacqueline Pusey (JAM) Angela Bailey (CAN) Angella Taylor (CAN) | 43,06    | 6      |
| 5     | Ozeanien     | Wendy Brown (NZL) Kerrie Waite (AUS) Penny Gillies (AUS) Helen Edwards (AUS)         | 44,99    | 5      |
| 6     | Italien      | Antonella Capriotti Carla Mercurio Patrizia Lombardo Marisa Masullo                  | 45,01    | 4      |
| 7     | Afrika       | Nawal El Moutawakel (MAR) Cécile Ngambi (CMR) Alice Adala (KEN) Hannah Afriyie (GHA) | 46,15    | 3      |
| 8     | Asien (JPN)  | Tomi Osaka Yukiko Osako Emiko Konishi Emi Akimoto                                    | 46,45    | 2      |
|       | Europa (GBR) | Wendy Hoyte Kathy Smallwood Beverley Callender Shirley Thomas                        | DNF      |        |

6. September
Beim letzten Wechsel stürzte Thomas, die Schlussläuferin der Europastafette.

### 4-mal-400-Meter-Staffel
| Platz | Team           | Athletinnen                                                                                  | Zeit (s) | Punkte |
| ----- | -------------- | -------------------------------------------------------------------------------------------- | -------- | ------ |
| 1     | DDR            | Dagmar Rübsam Martina Steuk Bärbel Wöckel Marita Koch                                        | 3:20,62  | 9      |
| 2     | Europa         | Michelle Scutt (GBR) Verona Elder (GBR) Joslyn Hoyte-Smith (GBR) Jarmila Kratochvílová (TCH) | 3:23,03  | 8      |
| 3     | Amerika        | Charmaine Crooks (CAN) Jacqueline Pusey (JAM) Marita Payne (CAN) June Griffith (GUY)         | 3:26,42  | 7      |
| 4     | Sowjetunion    | Nadeschda Ljalina Irina Baskakowa Tatjana Litwinowa Irina Nasarowa                           | 3:26,92  | 6      |
| 5     | USA            | Delisa Walton Lorna Forde Arlise Emerson Denean Howard                                       | 3:30,72  | 5      |
| 6     | Italien        | Patrizia Lombardo Morena Pistrino Giuseppina Cirulli Erica Rossi                             | 3:36,50  | 4      |
| 7     | Ozeanien (AUS) | Leanne Evans Lynette Foreman Gail Millar Marian O’Shaughnessy                                | 3:37,27  | 3      |
| 8     | Asien          | Lydia de Vega (PHI) Junko Yoshida (JPN) Gao Yanqing (CHN) Saik Oik Cum (MAS)                 | 3:47,64  | 2      |
| 9     | Afrika         | Marième Boye (SEN) Céléstine NʼDrin (CIV) Regina Dramiga (UGA) Ruth Atuti (KEN)              | 3:49,13  | 1      |

4. September

### Hochsprung
| Platz | Athletin           | Team | Land | Höhe (m) | Punkte |
| ----- | ------------------ | ---- | ---- | -------- | ------ |
| 1     | Ulrike Meyfarth    | EUR  | FRG  | 1,96     | 9      |
| 2     | Tamara Bykowa      | URS  | URS  | 1,96     | 8      |
| 3     | Pam Spencer        | USA  | USA  | 1,92     | 7      |
| 4     | Christine Stanton  | OCE  | AUS  | 1,86     | 6      |
| 5     | Alessandra Fossati | ITA  | ITA  | 1,86     | 4,5    |
| 5     | Jutta Kirst        | GDR  | GDR  | 1,86     | 4,5    |
| 7     | Hisayo Fukumitsu   | ASI  | JPN  | 1,83     | 3      |
| 8     | Silvia Costa       | AME  | CUB  | 1,83     | 2      |
| 9     | Kawther Akrémi     | AFR  | TUN  | 1,60     | 1      |

4. September

### Weitsprung
| Platz | Athletin          | Team | Land | Weite (m) | Punkte |
| ----- | ----------------- | ---- | ---- | --------- | ------ |
| 1     | Sigrid Ulbricht   | GDR  | GDR  | 6,80      | 9      |
| 2     | Jodi Anderson     | USA  | USA  | 6,61      | 8      |
| 3     | Anna Włodarczyk   | EUR  | POL  | 6,59      | 7      |
| 4     | Tetjana Skatschko | URS  | URS  | 6,49      | 6      |
| 5     | Shonel Ferguson   | AME  | BAH  | 6,34      | 5      |
| 6     | Linda Garden      | OCE  | AUS  | 6,10      | 4      |
| 7     | Barbara Norello   | ITA  | ITA  | 6,01      | 3      |
| 8     | Wu Feng           | ASI  | CHN  | 5,76      | 2      |
| 9     | Janet Yawson      | AFR  | GHA  | 5,70      | 1      |

6. September

### Kugelstoßen
| Platz | Athletin           | Team | Land | Weite (m) | Punkte |
| ----- | ------------------ | ---- | ---- | --------- | ------ |
| 1     | Ilona Slupianek    | GDR  | GDR  | 20,60     | 9      |
| 2     | Helena Fibingerová | EUR  | TCH  | 19,92     | 8      |
| 3     | María Elena Sarría | AME  | CUB  | 19,21     | 7      |
| 4     | Nina Issajewa      | URS  | URS  | 18,08     | 6      |
| 5     | Cinzia Petrucci    | ITA  | ITA  | 17,77     | 5      |
| 6     | Shen Lijuan        | ASI  | CHN  | 17,09     | 4      |
| 7     | Denise Wood        | USA  | USA  | 16,00     | 3      |
| 8     | Christine Schulz   | OCE  | AUS  | 14,38     | 2      |
| 9     | Odette Mistoul     | AFR  | GAB  | 13,56     | 1      |

5. September

### Diskuswurf
| Platz | Athletin             | Team | Land | Weite (m) | Punkte |
| ----- | -------------------- | ---- | ---- | --------- | ------ |
| 1     | Evelin Jahl          | GDR  | GDR  | 66,70     | 9      |
| 2     | Marija Petkowa       | EUR  | BUL  | 66,30     | 8      |
| 3     | Galina Sawinkowa     | URS  | URS  | 63,96     | 7      |
| 4     | Carmen Romero        | AME  | CUB  | 61,60     | 6      |
| 5     | Li Xiaohui           | ASI  | CHN  | 55,70     | 5      |
| 6     | Leslie Deniz         | USA  | USA  | 53,20     | 4      |
| 7     | Maristella Bano      | ITA  | ITA  | 50,30     | 3      |
| 8     | Andrina Rovis-Herman | OCE  | AUS  | 45,80     | 2      |
| 9     | Zoubida Laayouni     | AFR  | MAR  | 45,24     | 1      |

6. September

### Speerwurf
| Platz | Athletin           | Team | Land | Weite (m) | Punkte |
| ----- | ------------------ | ---- | ---- | --------- | ------ |
| 1     | Antoaneta Todorowa | EUR  | BUL  | 70,08     | 9      |
| 2     | Petra Felke        | GDR  | GDR  | 66,60     | 8      |
| 3     | Karin Smith        | USA  | USA  | 63,04     | 7      |
| 4     | Petra Rivers       | OCE  | AUS  | 61,54     | 6      |
| 5     | Mayra Vila         | AME  | CUB  | 59,00     | 5      |
| 6     | Leolita Bļodniece  | URS  | URS  | 57,06     | 4      |
| 7     | Tang Guoli         | ASI  | CHN  | 56,66     | 3      |
| 8     | Fausta Quintavalla | ITA  | ITA  | 52,80     | 2      |
| 9     | Agnès Tchuinté     | AFR  | CMR  | 52,56     | 1      |

6. September